# Stock option
Le stock options sono opzioni call  europee o americane che danno il diritto di acquistare azioni di una società ad un determinato prezzo d'esercizio (detto strike). Le stock option non esistono per tutte le società per azioni, ma solo per quelle quotate. Nel dicembre 2012 il Decreto Sviluppo ha introdotto la possibilità di usare le stock option anche per la srl innovativa. Nelle opzioni call, tale diritto è esercitato se il prezzo d'esercizio è inferiore al valore corrente dell'azione quotata.
Tuttavia, le stock option sono un caso particolare. Esse sono conferite gratuitamente ai dipendenti (solitamente ai manager). I dipendenti non pagano alcun prezzo d'acquisto; l'opzione perde ogni valore dopo la scadenza e, dunque, prima della scadenza viene esercitata se il prezzo d'esercizio (strike price) è inferiore al valore di mercato cui è quotata l'azione sottostante.
Se il dipendente non investe in Borsa e non dispone di un portafoglio già diversificato, le azioni conferite direttamente o tramite opzioni esercitate entro la scadenza sono associate al rischio specifico dell'impresa e del settore, oltre a quello non eliminabile legato all'alta volatilità dei titoli azionari anche nel breve termine.
Le opzioni su un titolo azionario sottostante hanno rispetto al conferimento diretto di azioni, un profilo rischio/rendimento più bilanciato e ottimizzato. Azioni e opzioni vengono distribuite ai dipendenti come incentivo ad aumentare la loro produttività. Il salario è composto di una parte fissa (salario base) e di una parte variabile, della quale le stock option sono una componente prevalente nei salari dei dirigenti.
Le azioni vengono valorizzate ad un prezzo inferiore al prezzo di mercato (la quotazione di borsa al momento della vendita) contro la legge di concentrazione che prevede che qualsiasi scambio di azioni da parte di qualunque soggetto economico, non possa avvenire al di fuori della borsa.
Il conferimento  è legittimo poiché il dipendente non paga queste azioni/opzioni. Le azioni in quanto sono un frazionamento della proprietà dell'impresa, come qualunque proprietà, possono essere cedute gratuitamente (donazione) o contro un prezzo (vendita). La legge di concentrazione restringe alla Borsa il luogo della vendita della proprietà d'impresa, ma non dà restrizioni alla donazione.
Tuttavia, fornisce un'opportunità di arbitraggio, di un guadagno certo e immediato, rivendendo o esercitando le stesse opzioni in Borsa. Nel caso delle opzioni, l'arbitraggio è possibile se ad esempio il prezzo d'esercizio fissato è inferiore al valore al quale è quotato il titolo il giorno del conferimento dell'opzione, o nei giorni precedenti. La volatilità dei titoli azionari è comunque alta anche nel breve periodo.
L'arbitraggio più evidente è nella rivendita in Borsa di un'opzione che non è costata nulla al lavoratore. Questa alternativa è facilmente prevedibile che sia preferita al trattenimento dell'opzione per esercitarla quando il prezzo del sottostante supera lo strike, specialmente se l'opzione è europea e può essere esercitata e divenire liquida soltanto a scadenza.
La rivendita in Borsa ha analoghe commissioni e tassazione, ma è a rischio zero (il derivato ha un ampio mercato e, dunque, un'alta probabilità di vendita) ed è subito liquidabile.
Infatti, per l'opzione il prezzo è stabilito con il modello di Black e Scholes che ipotizzano un moto browniano geometrico, una variazione casuale e continua dell'azione sottostante. Tale ipotesi è applicabile per i titoli di Borsa che variano con continuità, ossia che godono di un ampio mercato secondario. Solo su azioni molto contrattate, scambiate quotidianamente in grandi volumi si sviluppa anche un mercato di derivati.
L'arbitraggio non ha però un costo nullo, in termini fiscali e di commissioni per l'esercizio di un'opzione.

## Il pagamento delle opzioni
L'esercizio della stock option impegna l'impresa che può pagare in tre modi:
1. in denaro, richiedendo un'uscita di cassa per pagare il prezzo d'esercizio.
2. in azioni cedute al prezzo d'esercizio, con un aumento di capitale  "alla pari" (non a pagamento), in cui in particolare le azioni hanno un valore nominale uguale al prezzo d'esercizio dell'opzione.
3. in azioni cedendo quote di proprietà della società.

Nei primi due casi, l'operazione diminuisce la cassa o accresce la voce del passivo, il capitale sociale, diminuendo gli utili. È visibile in bilancio agli azionisti.
Nel terzo caso, invece, il passaggio di quote non varia la voce del capitale sociale, ma soltanto la sua composizione. Salvo una citazione nella nota integrativa, può sfuggire agli azionisti. Se il conferimento di stock option con questa modalità riguarda migliaia di dipendenti o ha una cadenza mensile (anziché annuale), l'entità di azioni della società cedute è rilevante ed è un'informazione price-sensitive non comunicata al mercato.

## L'aumento salariale a costo zero
In alternativa, senza alcun intervento dell'azienda né contabilità, il dipendente può rivendere in Borsa la stessa opzione senza esercitarla.
Questa è una possibilità di un aumento retributivo a costo zero per l'impresa. L'impresa emette delle opzioni (costo d'emissione nullo). Il dipendente che le riceve in "regalo" non le esercita, non le presenta all'incasso dell'impresa, ma le rivende in Borsa. Il possessore del titolo non esercita l'opzione a scadenza perché non è conveniente (valore dell'azione inferiore al prezzo d'esercizio). Non necessariamente quest'"arricchimento" a costo zero del lavoratore avviene a discapito di qualche soggetto con un flusso finanziario negativo (che ci rimette del denaro). La persona che non esercita l'opzione, può essersi cautelata sottoscrivendo un'opzione di segno opposto (un'opzione put con lo stesso prezzo d'esercizio e scadenza).
Quando il prezzo dell'azione quotata è maggiore del prezzo d'esercizio (strike) è conveniente esercitare l'opzione. L'azienda dovrà fornire delle azioni; anche qui il flusso non è negativo in quanto il prezzo di vendita (sia lo strike che la quotazione di borsa) non possono essere inferiori al valore nominale dell'azione. Essendo illegale vendere azioni sotto la pari, si possono stipulare opzioni con strike pari o superiore al valore nominale (che non varia nel tempo) delle azioni sottostanti; diversamente il contratto-derivato è nullo. La cessione delle azioni sarà una vendita alla pari senza alcun guadagno oppure "sopra la pari", un aumento di capitale sociale a pagamento con un sovrapprezzo che genera un utile per l'azienda.
Nel lungo periodo, il flusso di cassa dell'operazione può diventare negativo se si considera che è maggiore il numero di azioni da remunerare con gli utili oppure che il prezzo può essere penalizzato da un calo del dividendo per azione. L'azienda può azzerare tale fenomeno emettendo delle opzioni call di eguale scadenza e strike che incasserà se conveniente a scadenza. Così, le azioni che dovrà cedere al mercato saranno quante quelle di cui rientrerà in possesso, senza cambiare la composizione dell'azionariato dell'impresa.
Il conferimento di azioni non viene contabilizzato come costo, nonostante esista un costo figurato, non rappresentativo di uscite di cassa (flusso finanziario) per il mancato incasso che l'azienda poteva conseguire vendendo le stesse azioni in borsa anziché a dipendenti e/o dirigenti. Le stock option possono essere considerate una componente del salario che non rientra nel costo del lavoro.
La decisione del conferimento spetta all'Assemblea degli Azionisti, il cui pronunciamento è in generale incerto. Da una parte, può essere restia a dare gratis azioni che da parte loro sono state pagate, e ad aumenti di capitale non a pagamento dai quali l'impresa non incassa un sovrapprezzo per finanziare la crescita. Tali aumenti allargano solo il numero di azioni (e di azionisti) fra i quali frazionare i dividendi senza allargare il raggio di attività dell'impresa e accrescere gli utili.
Dall'altra parte, le stock option possono aumentare la produttività in termini di costi ridotti e maggior fatturato per risorsa umana, e portare maggiori utili dalle attività attuali, anche se non sono stati creati nuovi business per i nuovi azionisti-dipendenti della società. Quindi, le stock option possono essere utilizzate anche perché consentono un incremento reale dei salari senza formalmente diminuire gli utili.

## Salario e profitto
Esiste una tradizionale contrapposizione fra salario e profitto che spiega agevolmente le reazioni positive della Borsa davanti alle notizie di licenziamenti o comunque tagli al costo del lavoro; le stock option sono un modo non visibile al mercato (non sono iscritte a bilancio) che riduce se non formalmente i profitti, la quota di utili che è effettivamente distribuibile.
Al conferimento di stock option e azioni si aggiunge una considerazione ideologica ed economica. Le azioni sono "pezzi d'impresa", la proprietà dell'impresa frazionata; un loro possesso da parte dei dipendenti significa la partecipazione del lavoratore alla proprietà dei mezzi di produzione.
La diffusione della partecipazione dai soli dirigenti, ai quadri e ai dipendenti può essere intesa come il passaggio ad un modello di azionariato diffuso, sul modello di una public company americana. Ciò può essere visto come l'impresa che si apre alla società, coinvolgendo nella proprietà un numero crescente di persone.
Infine, è rilevante una considerazione organizzativa. Conferire ai dipendenti azioni della società significa allineare il loro interesse personale a quello degli azionisti, ossia massimizzare il valore economico. Qualora i dipendenti divenissero azionisti sarebbero direttamente interessati a utili e dividendi della società. Tale considerazione è tanto più importante quanto più è vera la precedente e l'impresa, avviandosi ad essere una public company, vede una crescente lontananza tra chi fa gli utili (manager e dipendenti) e gli azionisti che ne sono "proprietari".
Tutte le considerazioni fatte sono valide, se il dipendente tiene le azioni nel lungo periodo, che equivale a speculare al rialzo e scommettere sul successo dell'impresa. Non valgono, se come prassi, azioni e opzioni vengono subito rivendute.

## Trattamento fiscale

### Sistema in vigore fino al 25 giugno 2008
Fino al 25 giugno 2008, data di entrata in vigore del D.L. 112/2008, il plusvalore lucrato dal dipendente o dall'amministratore non doveva essere inserito nella dichiarazione dei redditi con il sistema della tassazione ordinaria e progressiva per scaglioni, ma era assoggettato ad un'imposta sostitutiva del 12,50% secondo il regime del capital gain.
Questo trattamento fiscalmente favorevole era subordinato a queste 6 condizioni:
- L'importo pagato dal dipendente per l'acquisto delle azioni non doveva essere inferiore al loro valore di mercato al momento dell'offerta.
- Le azioni detenute dal dipendente o dall'amministratore non dovevano essere superiori al 10% del capitale societario.
- L'opzione non poteva essere esercitata prima di 3 anni dall'offerta.
- Nei 5 anni successivi all'esercizio dell'opzione il dipendente o l'amministratore erano tenuti a conservare un investimento nelle stesse azioni non inferiore al plsusvalore realizzato.
- L'importo delle azioni assegnate non doveva essere superiore alla retribuzione lorda conseguita nell'anno precedente.
- La società erogatrice delle azioni doveva essere quotata su un mercato azionario ufficiale.

### Sistema in vigore dopo il 25 giugno 2008
Dal 25 giugno 2008, quando è entrato in vigore il D.L. 112/2008, è stato abrogato l'art. 51 comma 2 lettera g-bis del TUIR, e questo ha comportato la soppressione del regime agevolato per le azioni assegnate ai dipendenti da questa data.

In questo modo, la differenza tra il valore delle azioni al momento dell'assegnazione del diritto d'opzione e l'ammontare corrisposto dal dipendente o dall'amministratore costituisce un reddito assoggettato in busta paga a tassazione ordinaria, progressiva e per scaglioni, e non più all'imposta sostitutiva del 12,50%.

La contribuzione previdenziale (sia a carico del dipendente che a carico del datore di lavoro) è stata esclusa in sede di conversione in legge del D.L. 112/2008 con effetto dal 25 giugno 2008, mediante l'aggiunta dei commi 24 bis e 24 ter al testo originario dell'art. 82.

L'eventuale plusvalenza derivante dalla cessione delle azioni ricevute sarà assoggettata a tassazione quale capital gain con l'aliquota del 12,50%.
A scopo esplicativo di queste modifiche ai regimi fiscale e previdenziale delle stock option, dall'Agenzia delle entrate è stata emessa la Circ. 54/E del 9 settembre 2008.

## Obblighi legali
Esistono azioni di vario tipo; prima dell'introduzione della riforma del diritto societario le stock option erano azioni ordinarie che l'azienda doveva remunerare.
Alle stock option è legato il reato di insider trading che si manifesta qualora il dirigente operasse una gestione volta a temporanei rialzi dei corsi azionari per trarre profitto dalla vendita delle sue azioni (compravendite frequenti con bassi margini di guadagno su moltissime operazioni) oppure approfittasse di informazioni che dovrebbe diffondere tempestivamente, tenendole invece riservate il tempo necessario a collocare le sue azioni prima di un crollo di prezzo.
Un altro modo per indurre un forte rialzo del prezzo delle azioni è la notizia di licenziamenti. I tagli al costo del lavoro creano un'attesa di maggiori profitti e dividendi nel breve termine, misurabile con un maggiore dividend yield. La crescita del prezzo dei corsi azionari rende conveniente l'esercizio delle stock option.
Il prezzo deve incorporare in ogni istante tutta l'informazione disponibile sul mercato.
Esiste un obbligo di comunicazione con un certo anticipo di queste operazioni qualora la vendita superi una certa soglia critica che potrebbe abbassare notevolmente il prezzo di mercato. La soglia è fissata in Italia al 2% del capitale sociale della società quotata.
Società specializzate provvedono ad acquistare e rivendere tutte insieme azioni di grandi detentori in piccoli pacchetti tramite una molteplicità di soggetti in modo che nessuno raggiunga la soglia critica e debba dare notizia al mercato dell'operazione.

## Piani di stock-option
Il Consiglio di Amministrazione normalmente individua al proprio interno le Commissioni necessarie a rendere più efficace e più rapido l'iter di modifica e approvazione dei provvedimenti. Il Comitato Paghe e Remunerazioni identifica le retribuzioni fisse, variabili e i benefit che spettano ai singoli dirigenti. In genere, è composto da una numero prevalente di amministratori non esecutivi e indipendenti, ossia che non ricoprono incarichi dirigenziali nell'azienda (non esecutivi) e non hanno relazioni di parentela o affinità con gli amministratori, con gli azionisti o con i dipendenti, non ricoprono o hanno ricoperto altre cariche che lo pongono in conflitto con la società, non forniscono alla società o a sue affiliate prodotti e/o servizi (indipendenti). La definizione dei piani stock-option è parte della retribuzione variabile dei dirigenti.
Il Comitato Paghe e Remunerazioni stabilisce:
- l'ammontare complessivo di stock-option da distribuire;
- le modalità di emissione: data alla quale potranno essere acquistate, modalità di calcolo del prezzo di acquisto, data di scadenza;
- modalità di liquidazione delle stock-option: aumento di capitale sociale o vendita di azioni proprie della società;
- i beneficiari di stock-option;
- gli obiettivi individuali, che ogni dirigente deve raggiungere;
- data e modalità di accertamento degli obiettivi individuali;
- l'ammontare di stock-option spettante ai singoli beneficiari.

Secondo le best practice degli anni '90-2000, il prezzo delle stock-option è determinato a partire dal prezzo medio ponderato delle azioni nel mese precedente la data di emissione, la data di scadenza è entro un anno dalla data di emissione, l'accertamento degli obiettivi individuali è successivo all'approvazione e certificazione del bilancio d'esercizio, il bilancio contiene l'indicazione delle quote azionarie e stock-option acquistate, vendute e in possesso dei singoli dirigenti.
Nel 2003 la Microsoft di Bill Gates fu la prima azienda statunitense ad eliminare le stock-option dal sistema premiante dei propri dipendenti e manager.